# Kantemir Berchamov
Kantemir Michajlovič Berchamov (in russo Кантемир Михайлович Берхамов?; Nal'čik, 7 agosto 1988) è un ex calciatore russo, di ruolo centrocampista.

## Carriera

### Club
Ha giocato nella prima divisione russa.

### Nazionale
Ha giocato nella nazionale russa Under-19.

## Palmarès

### Club

#### Competizioni nazionali
- Pervenstvo Futbol'noj Nacional'noj Ligi: 1

Ural: 2012-2013